# إيلي ستيفان
إيلي ستيفان (20 يوليو 1986 في لبنان - ) هو لاعب كرة سلة لبناني في مركز مدافع مسدد الهدف، شارك في بطولة أمم آسيا لكرة السلة 2011 وبطولة كأس العالم لكرة السلة 2010. ولعب مع نادي الحكمة.

## وصلات خارجية
- إيلي ستيفان على موقع الاتحاد الدولي لكرة السلة (الإنجليزية)
- إيلي ستيفان على موقع كرة السلة الأوروبية.كوم (الإنجليزية)
- إيلي ستيفان على موقع ريلجم (الإنجليزية)
- إيلي ستيفان على موقع بروبوليرز (الإنجليزية)
- إيلي ستيفان على موقع سبورتس رفرنس (الإنجليزية)